# تام کلنسی دیویژن ۲
تام کلنسی دی دیویژن ۲ (به انگلیسی: Tom Clancy's The Division 2) یک بازی ویدئویی آنلاین در سبک نقش‌آفرینی اکشن است، که توسط مسیو انترتینمنت توسعه یافته و به‌وسیله یوبی‌سافت، در تاریخ ۱۵ مارس ۲۰۱۹، برای مایکروسافت ویندوز، پلی‌استیشن ۴ و اکس‌باکس وان منتشر شد.

## گیم پلی
این بازی از دید سوم شخص می‌باشد، و مکانی که بازی در آن جریان دارد واشینگتن، دی.سی. است، که جنگ داخلی بین بازماندگان و یک گروه شورشی در حال گسترش می‌باشد. در طی داستان بازیکن باید با همکاری دیگر بازیکنان، مراحل را کامل کند؛ که هر کدام می‌تواند با بیش از هشت بازیکن تکمیل شود.

## توسعه
این استودیو به بازخورد بازیکنان از بازی نخست اهمیت داده تا با برنامه‌ریزی هرچه بهتر اقدام به بهتر نمودن وضعیت بازی نماید؛ و بازی با توجه به شکایات بازیکنان از بازی اول توسعه داده می‌شود. بازی به صورت رسمی در ۹ مارس ۲۰۱۸ توسط یوبی‌سافت معرفی شد؛ که با فیلمی از گیم پلی بازی در نمایشگاه رسانه و تجارت ای۳ ۲۰۱۸ نشان داده شد؛ و یوبی‌سافت ادامه داد که بازی در ۱۵ مارس ۲۰۱۹ برای مایکروسافت ویندوز، پلی‌استیشن ۴ و اکس‌باکس وان منتشر خواهد شد. پس از انتشار این بازی، سه قسمت از محتوای قابل دانلود، که داستان جدید و حالت‌های روند بازی را اضافه می‌کند، برای همه بازیکنان به صورت رایگان منتشر می‌شود.